# Емельяновка (Саратовская область)
Емельяновка — посёлок в Краснопартизанском районе Саратовской области. Входит в состав сельского поселения Горновское муниципальное образование.

## География
Находится на расстоянии примерно 14 километров по прямой на юг от районного центра (посёлка Горный).
Располагается рядом с Саратовским каналом, который в районе Емельяновки разделяется на две ветви.

## История
Основан в 1932 году.

## Этимология
Производные названия: емельяновцы, емельяновец, емельяновский.

## Население
Население составляло 268 человек в 2002 году (63 % русские), 241 — в 2010.